# Saint-Péreuse
Saint-Péreuse é uma comuna francesa na região administrativa de Borgonha-Franco-Condado, no departamento Nièvre. Estende-se por uma área de 16,25 km². Em 2010 a comuna tinha 223 habitantes (densidade: 13,7 hab./km²).